# Ischnocnemis cribellatus
Ischnocnemis cribellatus är en skalbaggsart som först beskrevs av Bates 1892.  Ischnocnemis cribellatus ingår i släktet Ischnocnemis och familjen långhorningar. Inga underarter finns listade i Catalogue of Life.